# Pedro Francisco de Paula Cavalcanti e Albuquerque

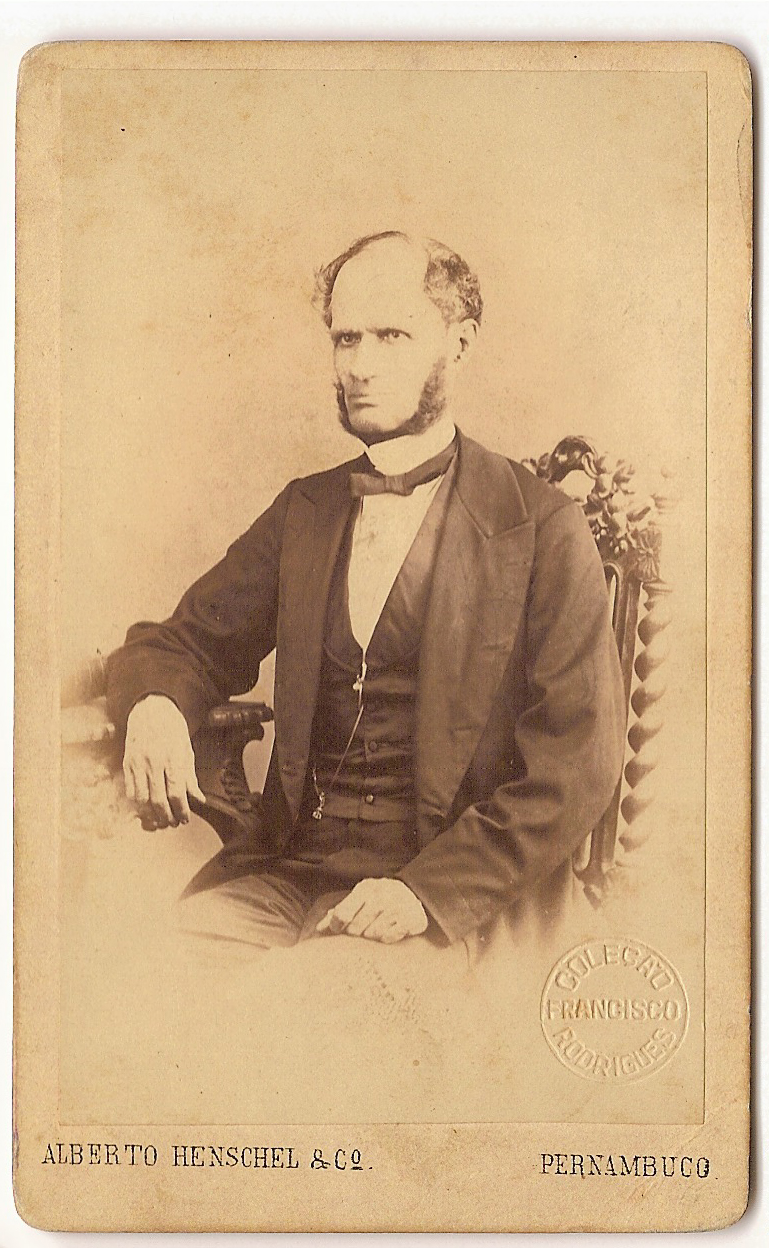
Pedro Francisco de Paula C. de Albuquerque, visconde de Camaragibe e professor da Faculdade de Direito do Recife. Fotografia de Alberto Henschel.

Pedro Francisco de Paula Cavalcanti de Albuquerque, Visconde de Camarajibe (Jaboatão, 19 de abril de 1806 — 2 de dezembro de 1875) foi um professor, jurista e político brasileiro.

## BIografia
Em 1821, ingressou na Universidade de Coimbra com o objetivo de estudar as ciências jurídicas e tornou-se doutor na área pela Faculdade de Direito de Göttingen na Alemanha, em 1827. Após retornar para o Brasil, foi nomeado Professor da Academia de São Paulo, porém não chegou a ocupar o cargo, uma vez que foi transferido no mesmo ano para a Faculdade de Olinda para lecionar Direito Civil. Em 1854, torna-se Diretor desta Faculdade, acompanhando a transferência do curso jurídico de Olinda para Recife em 1855.
Foi deputado geral, (presidente da Câmara dos Deputados) e senador do Império do Brasil, de 1869 a 1875. Foi também Chefe do Partido Conservador do Norte do Brasil, Presidente do Banco de Pernambuco (em sua fundação, em 1851), presidente da Assembleia Legislativa Provincial e Presidente da província de Pernambuco (equivalente a governador).
Casou-se, em 1833, com Ana Teresa Correia de Araújo (1796 - 17 de setembro de 1862).

## Títulos nobiliárquicos

Armas do visconde de Camarajibe, as mesmas das famílias Albuquerque e Cavalcanti.

- "Barão de Camarajibe", título concedido por decreto de 2 de dezembro de 1854 do Imperador D. Pedro II
- "Visconde de Camaragibe", conforme a renovada lei de cedência de títulos, foi pelos serviços prestados à Coroa Imperial brasileira que, a 14 de março de 1860, foi concedido o título de visconde.